# Nobuhiko Hasegawa
Nobuhiko Hasegawa ((長谷川 信彦, né le 5 mars 1947 à Seto au Japon, mort le 7 novembre 2005 à Kiryu) est un pongiste japonais, champion du monde en 1967, faisant partie des meilleurs joueurs au monde en 1965 et 1979.
Lors de Championnats du monde de tennis de table 1967 à Stockholm, il remporte  le titre en simple, par équipes ainsi qu'en double mixte. En 1969 il remporte de nouveau le titre par équipes contre l'équipe d'Allemagne en finale.